# Ringratschenschlüssel
Ringratschenschlüssel sind Ringschlüssel, in deren Ringschlüsselkopf eine Knarre (resp. Ratsche) integriert ist. 

## Verwendung
Der Vorteil dieses Spezialwerkzeuges ist der, dass auch unter beengten Montageverhältnissen der Ringschlüssel mit einer geringen Bewegung von 5 bis 15 Grad ohne mehrmaliges Umsetzen arbeiten kann. Gegenüber Steckschlüsseln ist der Ringratschenschlüssel wesentlich kompakter und flacher und unterscheidet sich von den äußeren Dimensionen bei Qualitätsprodukten so gut wie nicht von einem gewöhnlichen flachen Ringschlüssel.
Ringratschenschlüssel gibt es auch mit einem Gelenk vor dem Schlüsselkopf, so dass der Ratschenkörper um bis zu 35 Grad abgekröpft werden kann. Auf diese Weise sind auch Schrauben und Muttern in hinterschnittenen Gusskörpern erreichbar, wie es im Motoren- und Maschinenbau zuweilen der Fall ist.